# Mélanie Pain
Pour les articles homonymes, voir Pain (homonymie).
Mélanie Pain est une chanteuse française originaire de Caen, reconnue en particulier pour sa collaboration au projet Nouvelle Vague.

## Biographie
Mélanie Pain est née à Caen. Elle fait ses études en sciences politiques à Aix-en-Provence. Elle emménage ensuite à Paris pour travailler dans une agence de création de sites web, puis dans une agence de design. 
Fan des Pixies, des Smiths, Sonic Youth, PJ Harvey ou Nick Drake, elle fait ses premiers pas dans la musique en chantant pour de nombreux projets électro pop. Après quelque temps, elle finit par trouver sa propre voie grâce à Villeneuve, après avoir chanté sur l'EP Graceland et l'album First Date de l'artiste.
Elle participe assez timidement au premier volume de l'album Nouvelle Vague, sur les titres This Is Not a Love Song et Teenage Kicks, ainsi que très assidûment à la tournée qui s'ensuit, aux côtés de Camille. Elle interprète en live plus de titres que sur l'album. Elle participe ensuite au second album de Nouvelle Vague, Bande à part, en y interprétant cette fois-ci une grande partie des titres : The Killing Moon, Ever Fallen in Love, Dance with Me, Blue Monday, Sweet and Tender Hooligan (en live) ainsi qu'à la seconde tournée qui s'ensuivit, principalement accompagnée de Phoebe Killdeer et Marina Céleste.
Sa reprise de Tainted Love avec Villeneuve lui avait déjà donné l'occasion d'interpréter une chanson culte d'une autre génération.
En solo, sur scène, Mélanie Pain cultive une image retro et charmeuse. Elle chante en français et en anglais. En septembre 2009, elle sort son premier album My Name dans lequel elle collabore avec Julien Doré, Phoebe Killdeer, Villeneuve ou encore Thomas Dybdahl. Son deuxième album, Bye Bye Manchester, sort en 2013.

## Discographie

### Nouvelle Vague
- Nouvelle Vague (2004)
  - This Is Not a Love Song
  - Teenage Kicks

- Bande à part (2006)
  - The Killing Moon
  - Ever Fallen in Love
  - Dance with Me
  - Blue Monday
  - Confusion
  - Sweet and Tender Hooligans

- 3 (2009)
  - Master and Servant
  - All My Colours
  - God Save the Queen

- Couleurs sur Paris (2010)
  - Déréglée

- Best-of (2010)
  - Enola Gay

- The Singers (2011)
  - Peut-être pas